# Федотово (Сумская область)
Федотово (укр. Федотове) — село в Дибровском сельском совете Роменского района Сумской области Украины.
Код КОАТУУ — 5924184906. Население по переписи 2001 года составляло 6 человек .

## Географическое положение
Село Федотово находится между сёлами Крещатик и Владимировка (1,5 км).
По селу протекает пересыхающий ручей с запрудой.